# قشلاق قنبرلو حاج محمد حسن
قشلاق قنبرلو حاج محمد حسن یک منطقهٔ مسکونی در ایران است که در دهستان قشلاق غربی واقع شده‌است. قشلاق قنبرلو حاج محمد حسن ۱۴۱ نفر جمعیت دارد.